# Andrew Coleman
Pour les articles homonymes, voir Coleman.
Andrew Coleman, connu aussi sous le nom de scène de Animals on Wheels, est un ingénieur du son et producteur britannique de musique électronique.

## Biographie
Coleman est connu pour ses collaborations avec divers artistes dont Lenny Kravitz et Pharrell Williams. Avec Adam Butler, il fonde le label indépendant Bovinyl, et sort son premier EP, Baits Bite en 1996. En 1997, il signe avec Ninja Tune et sort un autre EP, Cooked EP. Il sort ensuite divers albums et EP dont Designs and Mistakes en 1997 sur Ninja Tune et Nuvol I Cadira en 1999 également sur Ninja Tune. Il publie l'EP Dummy sur le label LaMadameAvecLaChien en 2009.
Coleman a collaboré avec Mike King (alias iCON the Mic King / MiC K! NG) sous le nom de Robots with Hearts,
Il obtient en 2021 un Grammy Awards à la 63e cérémonie des Grammy Awards pour Hyperspace de Beck dans la catégorie « meilleur album d'ingénierie, non classique ».